# Heinz Trettner
Heinz Trettner, född 19 september 1907 i Minden, död 18 september 2006 i Mönchengladbach-Rheydt, tysk militär i Weimarrepubliken, Tredje riket och Västtyskland, Bundeswehrs generalinspektör 1964-1966

## Biografi
Trettner föddes som son till en preussisk officerare och tog studenten 1925. Han gick i det militära i kavalleriet i Stuttgart. 1929 utsågs han till löjtnant och 1932 genomgick han utbildningen till pilot. Han var adjutant vid generalmajoren Hugo Sperrle 1936-1938 och sedan rotekapten i Kondorlegionen. 
Efter hemkomsten till Tyskland blev han i januari 1938 generalstabsofficer. Under andra världskriget planerade han som stabschef den tyska invasionen i Nederländerna. Han deltog vid striderna på Kreta och i Smolensk. 1943 fick han kommenderingen över den fjärde fallskärmsjägardivisionen och stred i Italien till 1944. Han hamnade i amerikansk krigsfångenskap 1945. 
1948 kom Trettner ut från krigsfångeskap och studerade sedan ekonomi och juridik i Bonn. 1956 gick han med i det nygrundade Bundeswehr som generalmajor. Han var samtidigt ledare för Natos Europakvarters logistikavdelningen. 1960 utsågs han till general och 1964 följde posten som generalinspektör. Efter meningsskiljaktigheter med försvarsministern lämnade Trettner sitt uppdrag 1966. Han efterträddes av Ulrich de Maizière.